# Sân bay Destin–Fort Walton Beach
Sân bay Destin–Fort Walton Beach (IATA: VPS, ICAO: KVPS, FAA LID: VPS) là một sân bay nằm trong Cơ sở Không lực Eglin, gần Destin và Bãi biển Fort Walton ở quận Okaloosa, Florida. Không được phép sử dụng máy bay tư nhân, do đó, Destin Executive Airport được sử dụng thay cho các hoạt động phi thương mại bằng máy bay thương mại tổng hợp và máy bay kinh doanh. Sân bay trước đây được đặt tên là Sân bay Khu vực Tây Bắc Florida đến ngày 17 tháng 2 năm 2015 và Okaloosa Regional Airport cho đến tháng 9 năm 2008.
Sân bay Destin–Fort Walton Beach được phục vụ bởi các hãng hàng không trong khu vực American Airlines, Delta Air Lines và United Airlines, chuyên bay các chuyến bay thẳng hàng không đến các trung tâm của họ ở phía nam và phía đông Hoa Kỳ. Delta Air Lines cũng khai thác dịch vụ máy bay trực thăng tới trung tâm của nó ở Atlanta (ATL), trong khi Allegiant Air bay thẳng các chuyến bay thẳng đến sân bay MidAmerica St Louis (BLV) gần Belleville, IL và cũng không ngừng nghỉ tại trung tâm của trung tâm ở Cincinnati (CVG) Cũng như bay thẳng tại trụ sở chính của công ty tại Las Vegas, NV.